# Стёртевант, Альберт Мори
Альберт Мори Стёртевант (англ. Albert Morey Sturtevant; 22 февраля 1876, Хартфорд, штат Коннектикут — 28 сентября 1957, Хановер, штат Нью-Гэмпшир) — американский филолог-скандинавист.
Родился в семье предпринимателя, чей род восходит к Сэмюелу Стёртеванту, переселившемуся из Англии в Массачусетс не позднее 1640 года (его же потомками были братья Алфред и Эдгар Стёртеванты). Получил степень бакалавра (1898) в хартфордском Тринити-колледже, затем продолжил образование в Гарвардском университете, где защитил магистерскую диссертацию в 1902 году и докторскую в 1905 году. В 1907—1908 годах стажировался в Берлине и в Осло. Затем в 1908—1946 годах преподавал в Канзасском университете в Лоренсе, с 1928 года — профессор. С 1920 года и до конца жизни редактировал американский научный журнал Scandinavian Studies.
Стёртевант занимался преимущественно историей норвежского языка, его исследования посвящены, главным образом, скрупулёзному анализу отдельных частных вопросов, конкретным словам. В 1952 году Канзасский университет выпустил в его честь фестшрифт Studies in Honor of Albert Morey Sturtevant, включающий подробную библиографию его работ. В 1954 году он был избран почётным членом Исландского литературного общества.